# Сампсон (Вісконсин)
Сампсон (англ. Sampson) — місто (англ. town) в США, в окрузі Чиппева штату Вісконсин. Населення — 972 особи (2020).

## Демографія
Згідно з переписом 2010 року, у місті мешкали 892 особи в 364 домогосподарствах у складі 254 родин. Було 724 помешкання
Расовий склад населення:
| - 98,8 % — білих - 0,3 % — азіатів - 0,1 % — чорних або афроамериканців |

До двох чи більше рас належало 0,8 %. Частка іспаномовних становила 0,3 % від усіх жителів.
За віковим діапазоном населення розподілялося таким чином: 24,1 % — особи молодші 18 років, 60,0 % — особи у віці 18—64 років, 15,9 % — особи у віці 65 років та старші. Медіана віку мешканця становила 44,2 року. На 100 осіб жіночої статі у місті припадало 109,9 чоловіків;  на 100 жінок у віці від 18 років та старших — 105,8 чоловіків також старших 18 років.
Середній дохід на одне домашнє господарство  становив 67 843 долари США (медіана — 56 389), а середній дохід на одну сім'ю — 78 330 доларів (медіана — 64 432). Медіана доходів становила 45 787 доларів для чоловіків та 40 833 долари для жінок. За межею бідності перебувало 4,5 % осіб, у тому числі 5,3 % дітей у віці до 18 років та 6,5 % осіб у віці 65 років та старших.
Цивільне працевлаштоване населення становило 435 осіб. Основні галузі зайнятості: освіта, охорона здоров'я та соціальна допомога — 27,4 %, виробництво — 12,9 %, роздрібна торгівля — 11,5 %.